# John D. Chick Trophy
John D. Chick Trophy  je každoročně udělovaná trofej v severoamerické hokejové lize AHL týmu, který vyhraje Pacifickou divizi.

## Držitelé
| John D. Chick Trophy |                            |                     |
| Sezóna               | Tým                        | Divize              |
| 2024/25              | Colorado Eagles            | Pacifické divize    |
| 2023/24              | Coachella Valley Firebirds | Pacifické divize    |
| 2022/23              | Calgary Wranglers          | Pacifické divize    |
| 2021/22              | Stockton Heat              | Pacifické divize    |
| 2020/21              | Bakersfield Condors        | Pacifické divize    |
| 2019/20              | Tucson Roadrunners         | Pacifické divize    |
| 2018/19              | Bakersfield Condors        | Pacifické divize    |
| 2017/18              | Tucson Roadrunners         | Pacifické divize    |
| 2016/17              | San Jose Barracuda         | Pacifické divize    |
| 2015/16              | Ontario Reign              | Pacifické divize    |
| 2014/15              | San Antonio Rampage        | Západní divize      |
| 2013/14              | Texas Stars                | Západní divize      |
| 2012/13              | Texas Stars                | Jižní divize        |
| 2011/12              | Oklahoma City Barons       | Západní divize      |
| 2010/11              | Milwaukee Admirals         | Západní divize      |
| 2009/10              | Chicago Wolves             | Západní divize      |
| 2008/09              | Milwaukee Admirals         | Západní divize      |
| 2007/08              | Chicago Wolves             | Západní divize      |
| 2006/07              | Omaha Ak-Sar-Ben Knights   | Západní divize      |
| 2005/06              | Milwaukee Admirals         | Západní divize      |
| 2004/05              | Chicago Wolves             | Západní divize      |
| 2003/04              | Milwaukee Admirals         | Západní divize      |
| 2002/03              | Grand Rapids Griffins      | Centrální divize    |
| 2001/02              | Syracuse Crunch            | Centrální divize    |
| 2000/01              | Kentucky Thoroughblades    | Jižní divize        |
| 1999/00              | Rochester Americans        | Empire State divize |
| 1998/99              | Rochester Americans        | Empire State divize |
| 1997/98              | Albany River Rats          | Empire State divize |
| 1996/97              | Rochester Americans        | Empire State divize |
| 1995/96              | Albany River Rats          | Centrální divize    |
| 1994/95              | Binghamton Rangers         | Jižní divize        |
| 1993/94              | Hershey Bears              | Jižní divize        |
| 1992/93              | Binghamton Rangers         | Jižní divize        |
| 1991/92              | Binghamton Rangers         | Jižní divize        |
| 1990/91              | Rochester Americans        | Jižní divize        |
| 1989/90              | Rochester Americans        | Jižní divize        |
| 1988/89              | Adirondack Red Wings       | Jižní divize        |
| 1987/88              | Hershey Bears              | Jižní divize        |
| 1986/87              | Rochester Americans        | Jižní divize        |
| 1985/86              | Hershey Bears              | Jižní divize        |
| 1984/85              | Binghamton Whalers         | Jižní divize        |
| 1983/84              | Baltimore Skipjacks        | Jižní divize        |
| 1982/83              | Rochester Americans        | Jižní divize        |
| 1981/82              | Binghamton Whalers         | Jižní divize        |
| 1980/81              | Hershey Bears              | Jižní divize        |
| 1979/80              | New Haven Nighthawks       | Jižní divize        |
| 1978/79              | New Haven Nighthawks       | Jižní divize        |
| 1977/78              | Rochester Americans        | Jižní divize        |
| 1976/77              | neudělena                  |                     |
| 1975/76              | Hershey Bears              | Jižní divize        |
| 1974/75              | Virginia Wings             | Jižní divize        |
| 1973/74              | Baltimore Clippers         | Jižní divize        |
| 1972/73              | Cincinnati Swords          | Západní divize      |
| 1971/72              | Baltimore Clippers         | Západní divize      |
| 1970/71              | Baltimore Clippers         | Západní divize      |
| 1969/70              | Buffalo Bisons             | Západní divize      |
| 1968/69              | Buffalo Bisons             | Západní divize      |
| 1967/68              | Rochester Americans        | Západní divize      |
| 1966/67              | Pittsburgh Hornets         | Západní divize      |
| 1965/66              | Rochester Americans        | Západní divize      |
| 1964/65              | Rochester Americans        | Západní divize      |
| 1963/64              | Pittsburgh Hornets         | Západní divize      |
| 1962/63              | Buffalo Bisons             | Západní divize      |
| 1961/62              | Cleveland Barons           | Západní divize      |